# Cavendishia darienensis
Cavendishia darienensis är en ljungväxtart som beskrevs av J.L. Luteyn. Cavendishia darienensis ingår i släktet Cavendishia och familjen ljungväxter. Inga underarter finns listade i Catalogue of Life.